# 伊慎
伊慎（751年—811年），字寡悔，唐代大臣，兖州（今山东省济宁市兖州区）人。

## 生平
伊慎通《春秋》、《战国策》及天官、五行书。善骑射，始为果毅，以善射补折冲都尉。大历八年（773年），江西节度使路嗣恭讨岭南哥舒晃之乱，以伊慎为先锋，以战击破。与诸将斩哥舒晃、苏涣，献首于阙下。唐代宗授伊慎连州长史、知团练副使，江州别驾。建中二年（781年），以江西牙将从李希烈讨梁崇义，平襄汉，其功居多。建中三年（782年），李希烈反，随嗣曹王李皋征讨，以功授太子詹事，封南充郡王。拜安州刺史，兼御史大夫。出为蕲州刺史。贞元十五年（799年），迁安、黄等州节度使。贞元十六年（800年），助讨淮西节度使吴少诚，加检校刑部尚书，后任奉义军节度使。唐宪宗初年，拜右仆射、右金吾卫大将军兼右卫上将军。元和六年（811年），伊慎于长安光福坊去世，谥壮缪。以武毅通文理，善书法，砚席楷隶，师心自得。有子十六人，嗣子伊宥，左领军卫将军、押右神策军牙门之职，后以侍御史领安州刺史。
| 前任： 姚南仲 | 唐朝尚书右仆射 （非宰相） 805年—807年 | 繼任： 裴均 |

## 延伸阅读
[在维基数据编辑]
 《舊唐書/卷151》，出自刘昫《舊唐書》
 《新唐書·卷170》，出自《新唐書》